# Шишко Григорій Гордійович
Шишко Григорій Гордійович — (* 15 квітня 1923 — †1994) — український маляр-реаліст.

## Біографія
Григорій Шишко народився в 1923 році в селі Велика Костромка, Дніпропетровської області в Україні. У 1953 році він закінчив одеське художнє училище й вступив до криворізького відділення Союзу художників, у складі якого почав брати участь у виставках місцевого, регіонального й національного масштабу.
В 2016 році одна з вулиць Кривого Рогу перейменована на честь Г.Шишка.

## Виставки робіт
Уперше із творчістю самобутнього українського художника Григорія Шишка британська публіка познайомилася в 1993 році. З того часу знамениті колекціонери, мистецтвознавці й критики, і серед них відомий критик газети «Івнінг Стандарт» Брайан Сьювел, з інтересом стежать за українським мистецтвом. На виставці в «Ейр-Геллері» будуть уперше представлені індустріальні пейзажі Григорія Шишка — серія віртуозних робіт, які не виставлялися за життя художника.
Роботи Григорія Шишка демонструвалися у Великій Британії, Бельгії, Голландії, Нігерії й Ірландії. Починаючи з 1993 року відбулося 9 персональних виставок художника, і найважливіша з них — у 2001 році в «Молл-Геллеріз» Лондона.

## Критика
|  | Цілу серію робіт художник присвятив криворізьким залізорудним рудникам. У його роботах шахта залишається постійним рефреном, незмінним у будь-який час року й доби на тлі тривожної нестійкості в житті особистості й країни. Протягом десятиліть ця шахта була для Григорія Шишка темою й героєм його найоригінальніших і найпам'ятніших робіт... Художник глибоко й зворушливо передав поезію, яку йому вдалося роздивитися за неестетичним і часом виродливим фасадом. Досліджуючи цю тему, Григорій Шишко створював свою власну течію в модернізмі |

. Колір Руди Автор Ганна Кодічек, Art Critic & Writer, Лондон 2005.
|  | Власні роботи Шишка з їх співучою колористикою, незвичайними ракурсами й темами, що викликають нові асоціації, дарують глядачам справжнє задоволення, запрошують їх до світу спогаду й незвичайних образів. Незважаючи на життя, сповнене прикрощів, і далеко не сприятливий політичний клімат, а можливо, саме завдяки цьому, роботи художника привертають нашу увагу красою, яку він знайшов у тому, що завжди вважалося некрасивим – у териконах, фабричних печах, індустріальних пейзажах, а також новими параметрами, які автор вносить у поняття мальовничості |

 — уривок із книги «Прикордонні області» доктора Пета Сімпсона, старшого викладача мистецтв Університету Хартфордшира, 2000.